# Barronette Peak
Der Barronette Peak ist ein prominenter Berg im nordöstlichen Teil des Yellowstone-Nationalparks im US-Bundesstaat Wyoming. Sein Gipfel hat eine Höhe von 3183 m und erhebt sich über das Lamar Valley. Er befindet sich wenige Kilometer südlich der Grenze zum Bundesstaat Montana und ist Teil der Absaroka-Bergkette in den Rocky Mountains. Benannt wurde der Berg nach Collins Jack (John H. Yellowstone Jack) Baronett (1829–1901) während des Hayden Geological Surveys im Jahr 1878.
Jack Baronett war ein früher Führer im Yellowstone und Unternehmer. 1871 baute und bediente er die erste Brücke über den Yellowstone River in der Nähe des Zusammenflusses mit dem Lamar River, um Bergleute zu bedienen, die nach Cooke City, Montana, reisten. 1870 nahm er, als Bewohner von Helena, Montana, an der Suche und Rettung von Truman C. Everts teil, welcher während der Washburn-Langford-Doane Expedition von 1870 verloren ging.

## Belege
1. ↑  Baronnette Peak - Peakbagger.com. Abgerufen am 18. Dezember 2020.
2. ↑  Barronette Peak. Abgerufen am 18. Dezember 2020.
3. ↑  Old Yellowstone: Jack Baronett – Namesake of Yellowstone’s Baronette Peak. 30. August 2017, abgerufen am 18. Dezember 2020 (amerikanisches Englisch).
4. ↑  Barronette Peak : Climbing, Hiking & Mountaineering : SummitPost. Abgerufen am 18. Dezember 2020.